# Baltički štit
Baltički štit ili Fenoskandijski štit geološki je entitet koji obuhvaća znatan dio Sjeverne Europe. Ova regija obuhvaća dijelove Skandinavije, Finske, Rusije, Baltičkih država i sjeveroistočne Njemačke. Karakterizira ga prisutnost drevnih stijena koje potječu iz arhaika i proterozoika starih više od 2,5 milijarde godina.
Geološki sastav Baltičkoga štita čini ga područjem izuzetne stabilnosti sa stijenama otpornim na eroziju i deformacije. Osim starosti stijena ovaj je štit poznat po svojem bogatsvu i raznolikosti prirodnih resursa. Na ovom području nalaze se značajna nalazišta metala, nafte i zemnoga plina čineći ga važnim izvorom prirodnih bogatstava.
Uz to je Baltički štit područje koje obiluje geološkim fenomenima. Glacijalni reljefi, poput morena i starih ledenjačkih terasa, jasno svjedoče o prošlim ledenim dobima koja su oblikovala ovu oblast. Ovi geomorfološki elementi dodaju složenost i zanimljivost geološkoj povijesti ovog područja.